# Instituto de Educación Secundaria Antonio José Cavanilles
El Instituto de Educación Secundaria Antonio José Cavanilles, conocido popularmente como el Instituto Politécnico de Alicante, se encuentra en la ciudad española de Alicante. Es considerado como el centro decano de la formación profesional de la ciudad y su segundo centro de secundaria más antiguo tras el Instituto Jorge Juan.

## Historia
Fue creado como Instituto Politécnico de Formación Profesional a partir de la antigua Escuela de Trabajo, fundada en 1927, en el solar de la calle Carratalá, que actualmente ocupa la Dirección Territorial de la Conselleria de Educación. El edificio actual fue construido en 1958 según el proyecto del arquitecto Juan Antonio García Solera e inaugurado en 1967 y, aunque ha sido ampliado y reformado en varias ocasiones, sigue conservando muchos de los elementos de la construcción original. Sus instalaciones incluyen aulas, talleres, tres pistas deportivas, 2 patios y un salón de actos con capacidad para 300 personas, todo lo cual ocupa una extensión de 12 140 m².